# Joseph Zuza
Joseph Mukasa Zuza (ur. 2 października 1955 w Malembo, zm. 15 stycznia 2015) – malawijski duchowny katolicki, biskup Mzuzu 1995-2015.

## Życiorys
Święcenia kapłańskie otrzymał 25 lipca 1982.
3 marca 1995 papież Jan Paweł II mianował go biskupem diecezjalnym Mzuzu. 6 maja 1995 z rąk arcybiskupa Giuseppe Leanza przyjął sakrę biskupią. 
Od 2012 był przewodniczącym Konferencji Biskupów Malawi. 15 stycznia 2015 zginął w wypadku samochodowym. 